# Leichtathletik-Europameisterschaften 2012/Stabhochsprung der Frauen

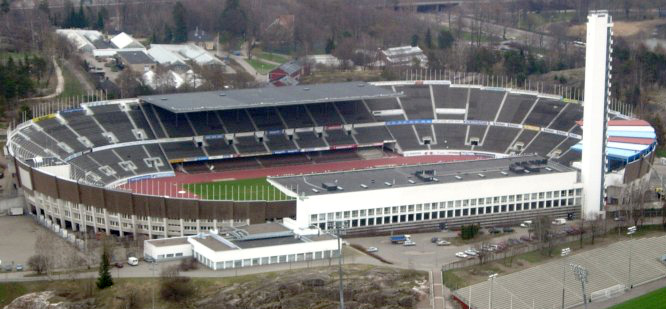
Das Olympiastadion Olympiastadion Helsinki im Jahr 2005

Der Stabhochsprung der Frauen bei den Leichtathletik-Europameisterschaften 2012 wurde am 28. und 30. Juni 2012 im Olympiastadion der finnischen Hauptstadt Helsinki ausgetragen.
Europameisterin wurde die Tschechin Jiřina Ptáčníková. Die deutsche Vizeweltmeisterin von 2011 Martina Strutz errang die Silbermedaille. Die Griechin Nikoleta Kyriakopoulou kam auf den dritten Platz.

## Bestehende Rekorde
| Weltrekord           | 5,06 m | Jelena Issinbajewa | Zürich Schweiz        | 28. August 2009 |
| Europarekord         | 5,06 m | Jelena Issinbajewa | Zürich Schweiz        | 28. August 2009 |
| Meisterschaftsrekord | 4,80 m | Jelena Issinbajewa | EM Göteborg, Schweden | 12. August 2006 |

Der bestehende EM-Rekord wurde bei diesen Europameisterschaften nicht erreicht. Am höchsten sprangen die drei Medaillengewinnerinnen Jiřina Ptáčníková (Tschechien), Martina Strutz (Deutschland) und Nikoleta Kyriakopoulou (Griechenland), die im Finale jeweils 4,60 m erzielten, womit sie zwanzig Zentimeter unter dem Rekord blieben. Zum Welt- und Europarekord fehlten ihnen 46 Zentimeter.

## Legende
Kurze Übersicht zur Bedeutung der Symbolik – so üblicherweise auch in sonstigen Veröffentlichungen verwendet:
| NM  | keine Höhe (no mark)  |
| ogV | ohne gültigen Versuch |
| –   | verzichtet            |
| o   | übersprungen          |
| x   | ungültig              |

## Qualifikation
28. Juni 2012, 9:05 Uhr
29 Teilnehmerinnen traten in zwei Gruppen zur Qualifikationsrunde an. Die Höhe für den direkten Finaleinzug betrug 4,45 m. Eine Athletin übersprang diese Marke (hellblau unterlegt). Viele der weiteren Athletinnen verzichteten auf ihre eventuell noch ausstehenden Versuche über 4,45 m, als klar war, dass 4,40 m zur Qualifikation reichen würden. So ergänzten die elf nächstplatzierten Sportlerinnen das Finalfeld (hellgrün unterlegt). Sie alle hatten 4,40 m übersprungen.

### Gruppe A

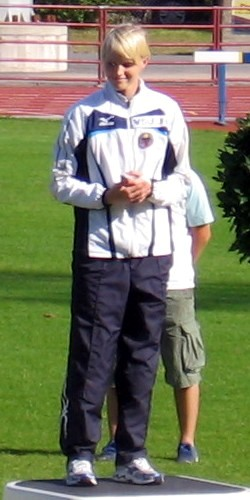
Minna Nikkanen erreichte mit ihren 4,25 m nicht das Finale
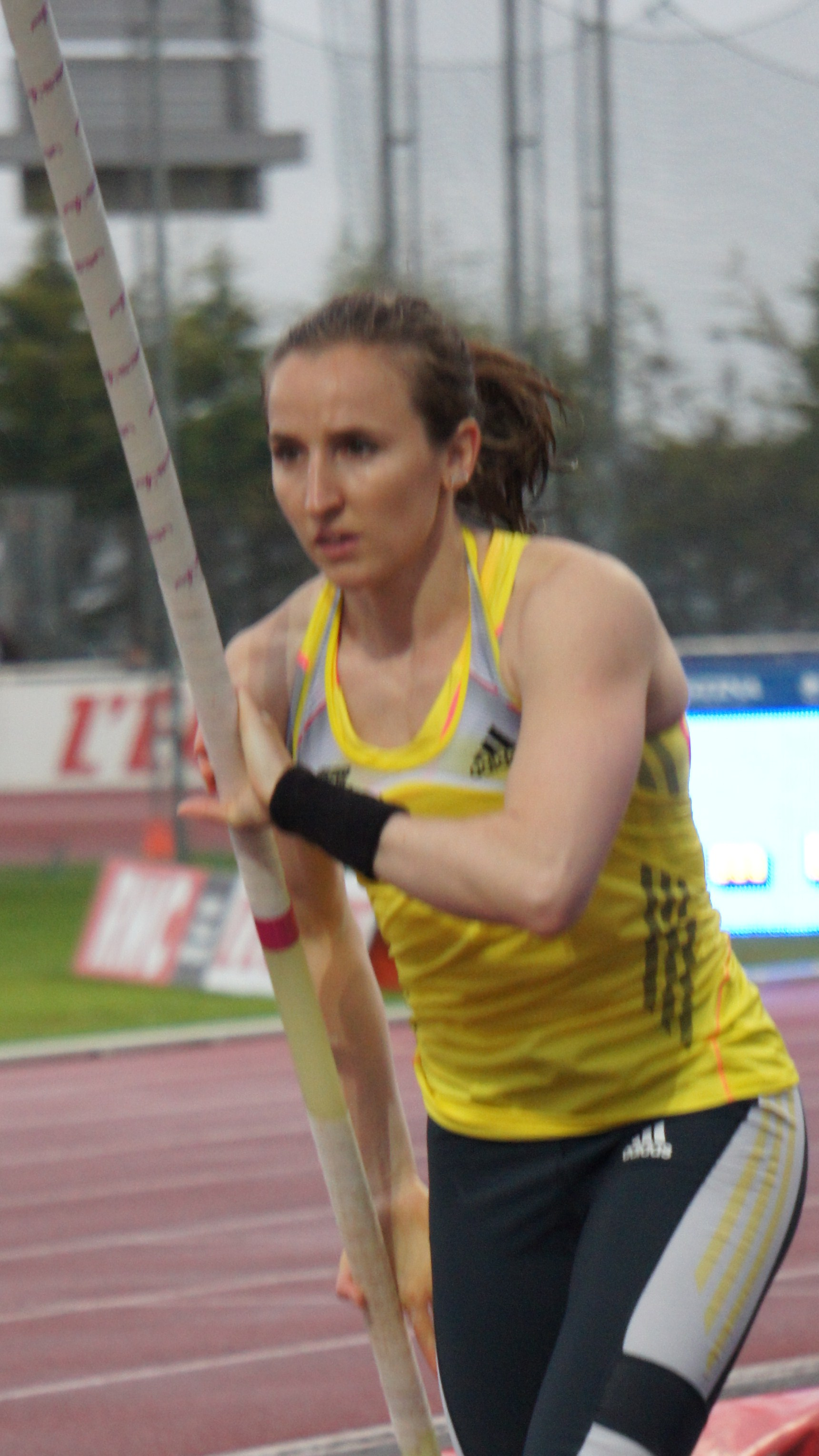
Nicole Büchler blieb in der Qualifikation ohne gültigen Versuch

| Platz | Name                  | Nation       | Resultat (m) | 3,80 m | 3,95 m | 4,05 m | 4,15 m | 4,25 m | 4,35 m | 4,40 m | 4,45 m |
| 1     | Jiřina Ptáčníková     | Tschechien   | 4,45         | –      | –      | –      | –      | –      | o      | –      | o      |
| 2     | Martina Strutz        | Deutschland  | 4,40         | –      | –      | –      | –      | o      | o      | o      | x–     |
| 3     | Katerina Stefanidi    | Griechenland | 4,40         | –      | –      | –      | o      | xo     | o      | o      | x–     |
| 3     | Alexandra Kirjaschowa | Russland     | 4,40         | –      | –      | –      | –      | xo     | o      | o      | x–     |
| 3     | Anastassija Schwedawa | Belarus      | 4,40         | –      | –      | –      | –      | o      | xo     | o      | x–     |
| 6     | Vanessa Boslak        | Frankreich   | 4,40         | –      | –      | –      | –      | o      | xo     | xo     | x–     |
| 7     | Jillian Schwartz      | Israel       | 4,40         | –      | –      | –      | xo     | o      | xxo    | xo     | x–     |
| 8     | Angelica Bengtsson    | Schweden     | 4,40         | –      | –      | –      | o      | xo     | o      | xxo    | –      |
| 8     | Lisa Ryzih            | Deutschland  | 4,40         | –      | –      | –      | –      | –      | xo     | xxo    | x–     |
| 10    | Minna Nikkanen        | Finnland     | 4,25         | –      | –      | xxo    | –      | xxo    | xxx    |        |        |
| 11    | Caroline Bonde Holm   | Schweden     | 4,15         | –      | –      | xo     | xo     | xxx    |        |        |        |
| 12    | Anna María Pinero     | Spanien      | 4,15         | –      | xo     | –      | xxo    | xxx    |        |        |        |
| 13    | Gina Reuland          | Luxemburg    | 3,80         | xo     | xxx    |        |        |        |        |        |        |
| NM    | Nicole Büchler        | Schweiz      | ogV          | –      | –      | –      | xxx    |        |        |        |        |

### Gruppe B
| Platz | Name                    | Nation         | Resultat (m) | 3,80 m | 3,95 m | 4,05 m | 4,15 m | 4,25 m | 4,35 m | 4,40 m | 4,45 m |
| 1     | Anastassija Sawtschenko | Russland       | 4,40         | –      | –      | –      | –      | o      | –      | o      | xxx    |
| 1     | Silke Spiegelburg       | Deutschland    | 4,40         | –      | –      | –      | –      | –      | –      | o      | xxx    |
| 3     | Nikoleta Kyriakopoulou  | Griechenland   | 4,40         | –      | –      | –      | –      | xo     | o      | o      | xxx    |
| 4     | Stélla-Iró Ledáki       | Griechenland   | 4,35         | –      | –      | o      | o      | o      | o      | xxx    |        |
| 4     | Monika Pyrek            | Polen          | 4,35         | –      | –      | –      | –      | o      | o      | xxx    |        |
| 6     | Nataliya Mazuryk        | Ukraine        | 4,35         | –      | –      | –      | o      | xo     | xo     | xxx    |        |
| 7     | Tori Pena               | Irland         | 4,35         | –      | –      | –      | o      | o      | xxo    | xxx    |        |
| 8     | Maria Leonor Tavares    | Portugal       | 4,25         | –      | o      | o      | xo     | o      | xxx    |        |        |
| 9     | Romana Maláčová         | Tschechien     | 4,25         | –      | –      | o      | xo     | xo     | xxx    |        |        |
| 10    | Sally Peake             | Großbritannien | 4,15         | –      | o      | o      | o      | xxx    |        |        |        |
| 10    | Cathrine Larsåsen       | Norwegen       | 4,15         | –      | –      | o      | o      | xxx    |        |        |        |
| 12    | Tina Šutej              | Slowenien      | 4,15         | –      | –      | xxo    | xxo    | xxx    |        |        |        |
| 13    | Naroa Agirre            | Spanien        | 4,05         | o      | –      | xo     | xxx    |        |        |        |        |
| 14    | Malin Dahlström         | Schweden       | 3,95         | –      | o      | –      | xxx    |        |        |        |        |
| 15    | Lembi Vaher             | Estland        | 3,95         | o      | xxo    | xxx    |        |        |        |        |        |

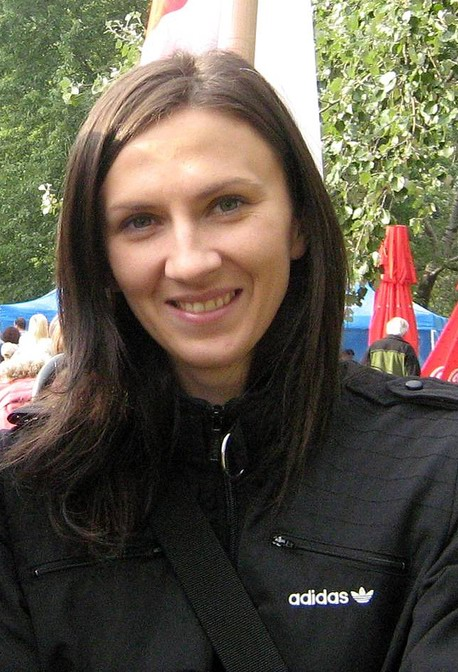
Monika Pyrek – 4,35 m und damit nicht im Finale

Weitere in Qualifikationsgruppe B ausgeschiedene Stabhochspringerinnen:

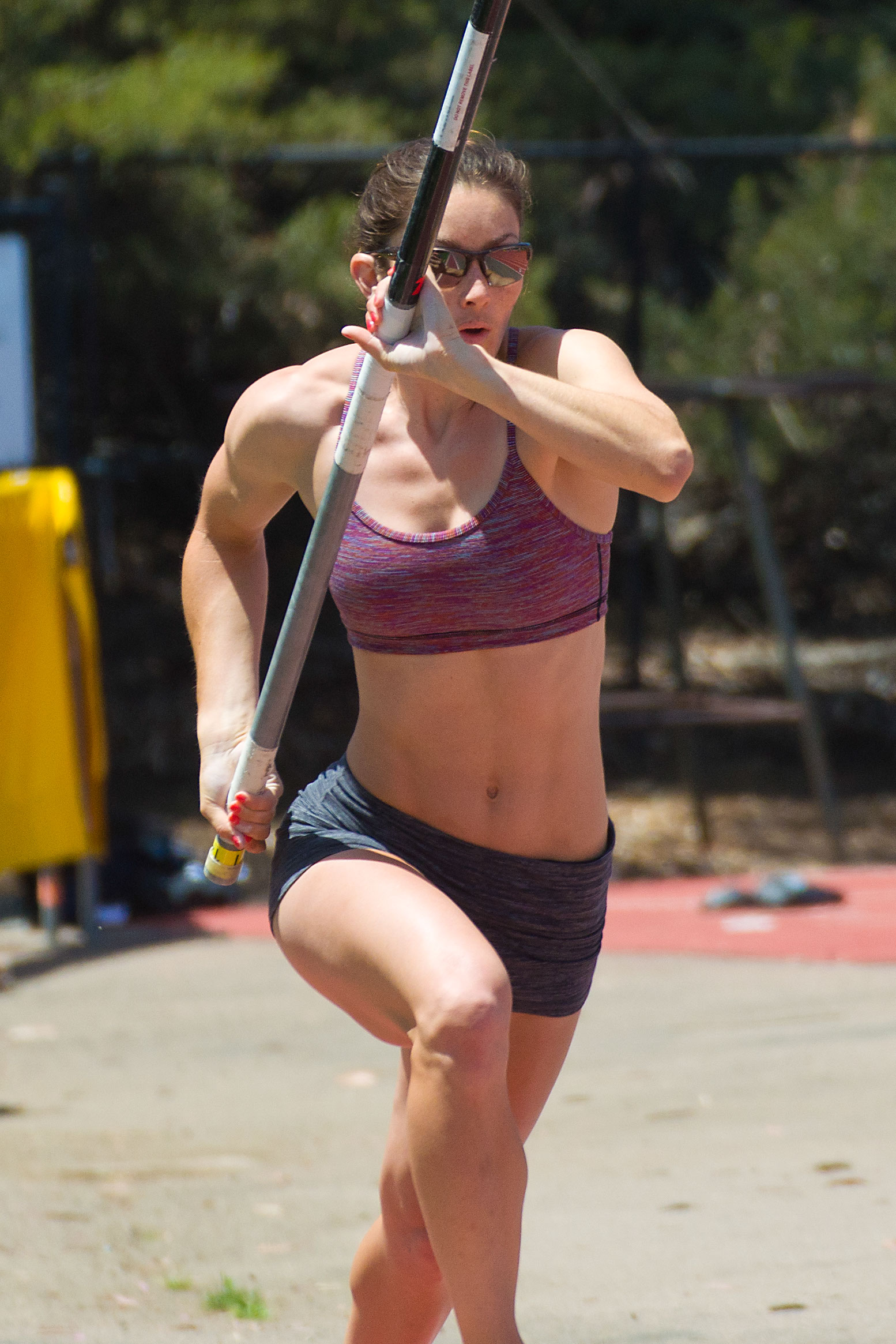
Tori Pena – 4,35 m
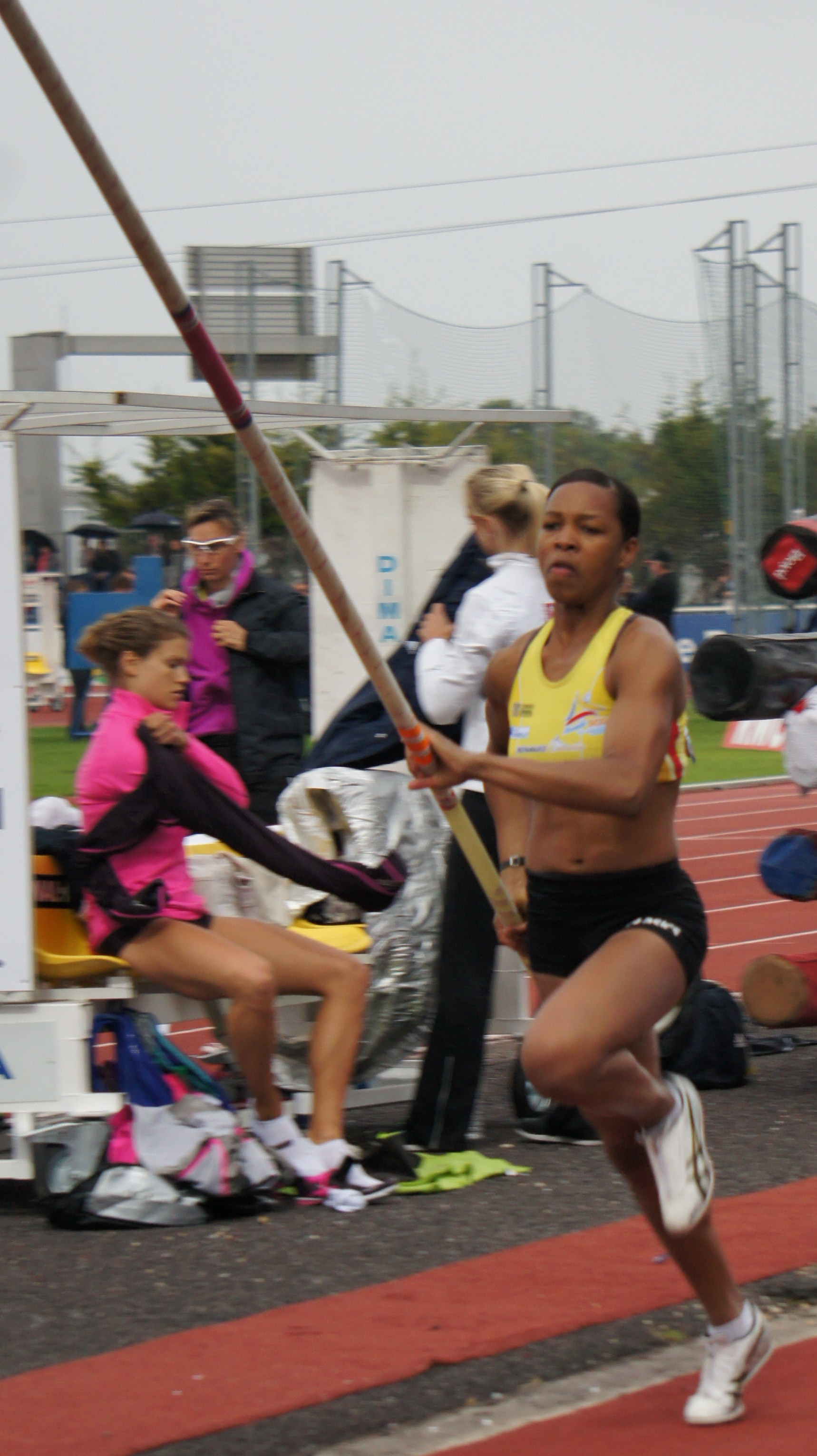
Maria Leonor Tavares – 4,25 m
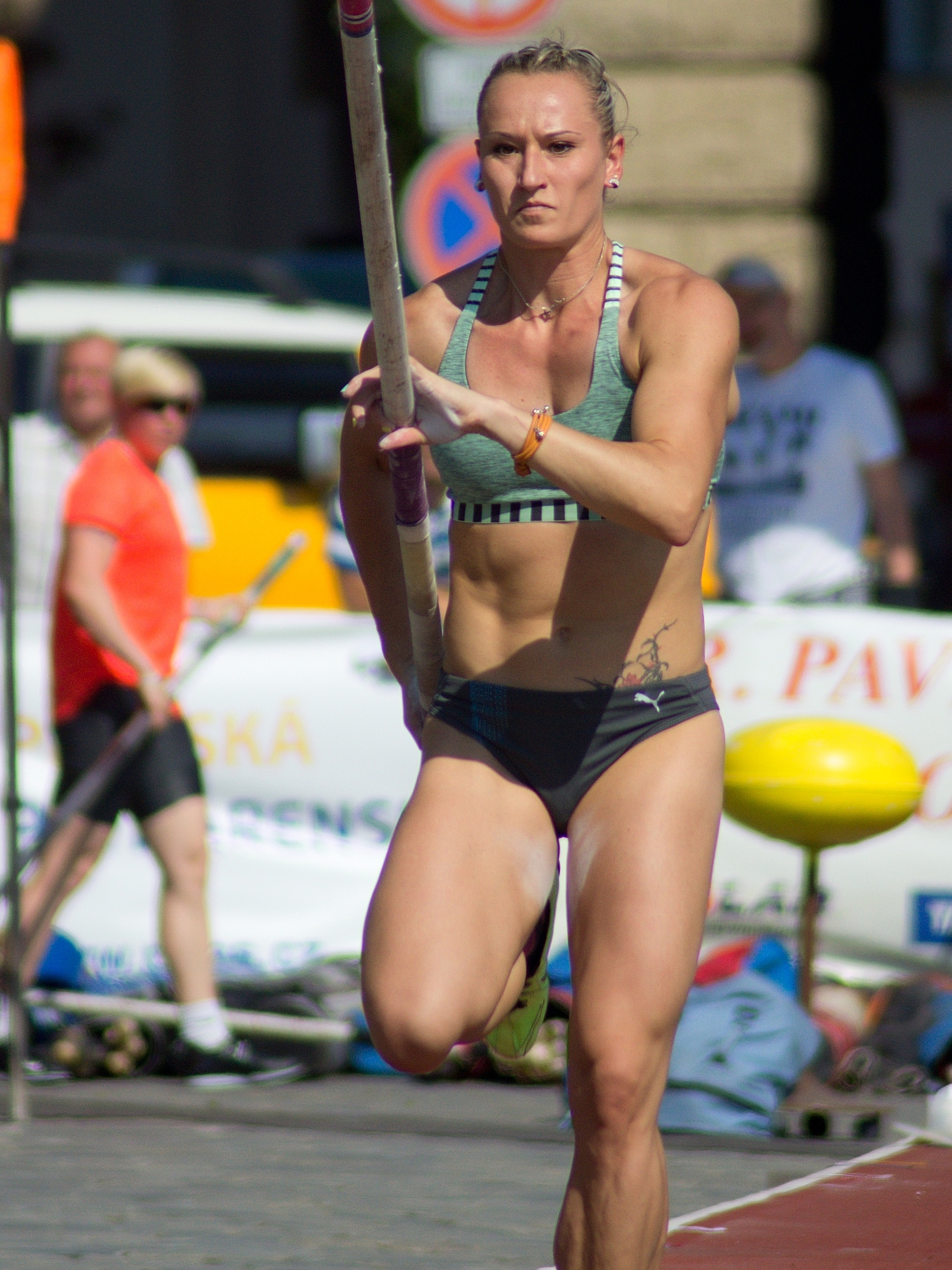
Romana Maláčová – 4,25 m

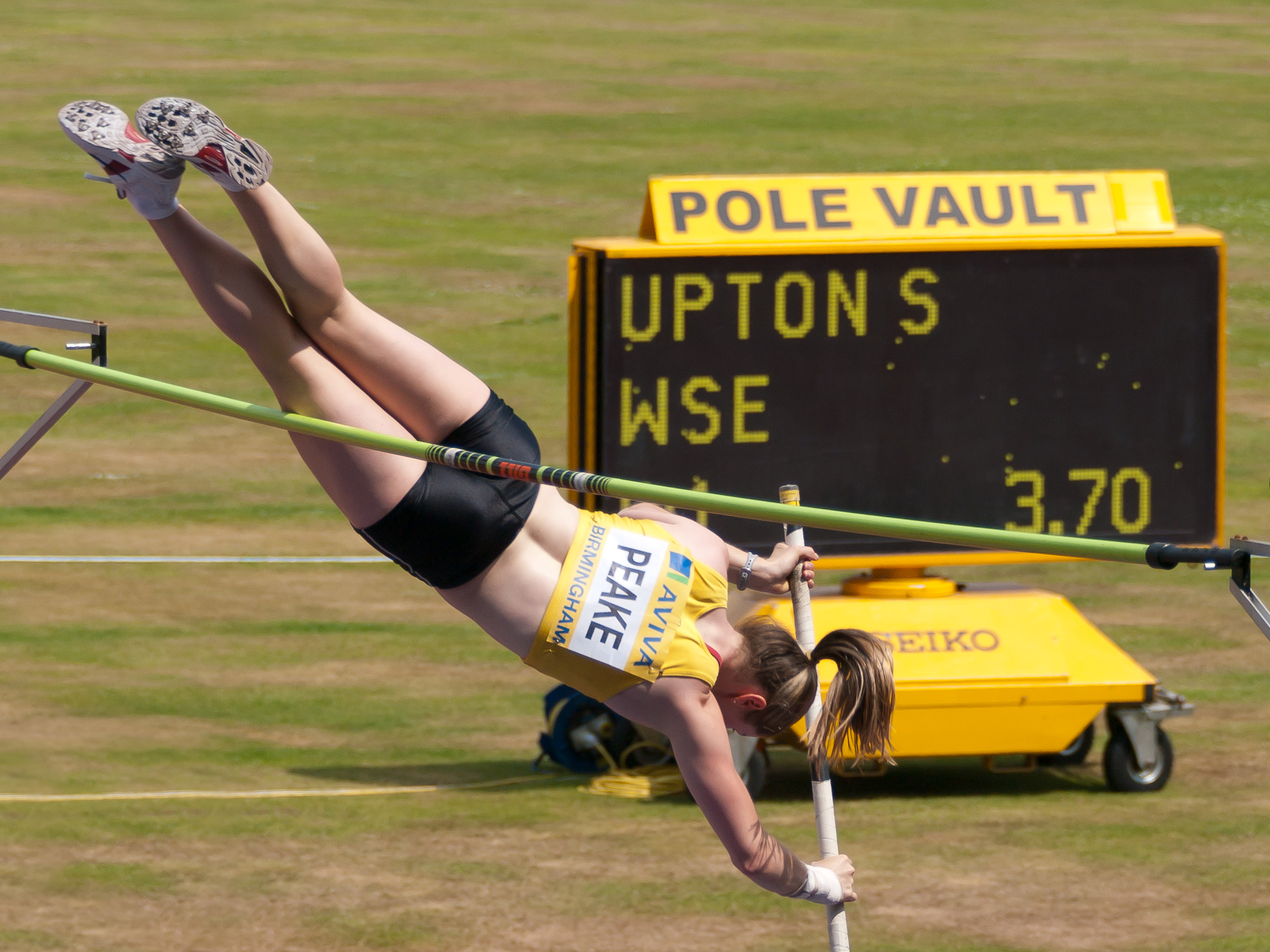
Sally Peake – 4,15 m
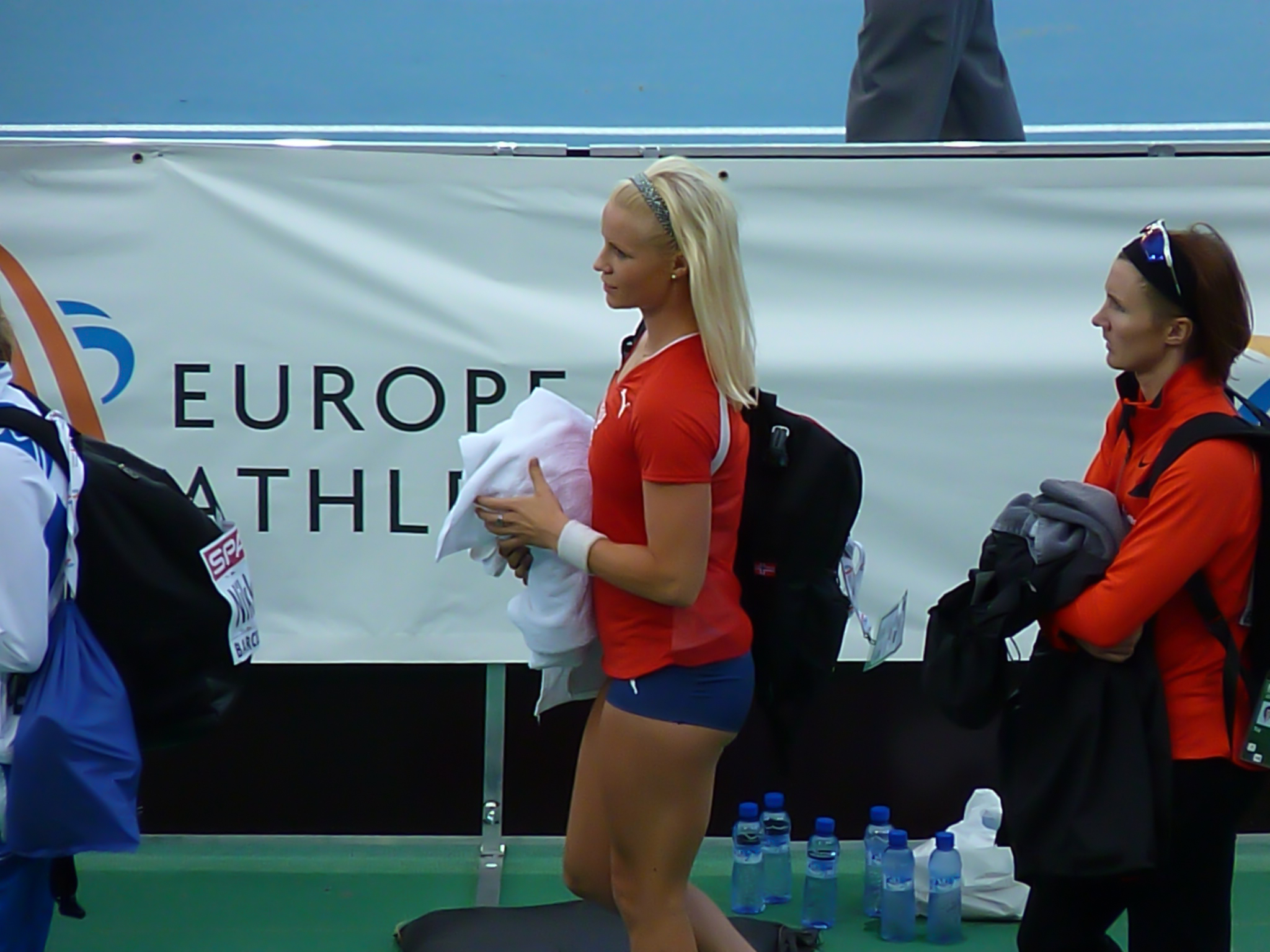
Cathrine Larsåsen (Mitte) – 4,15 m
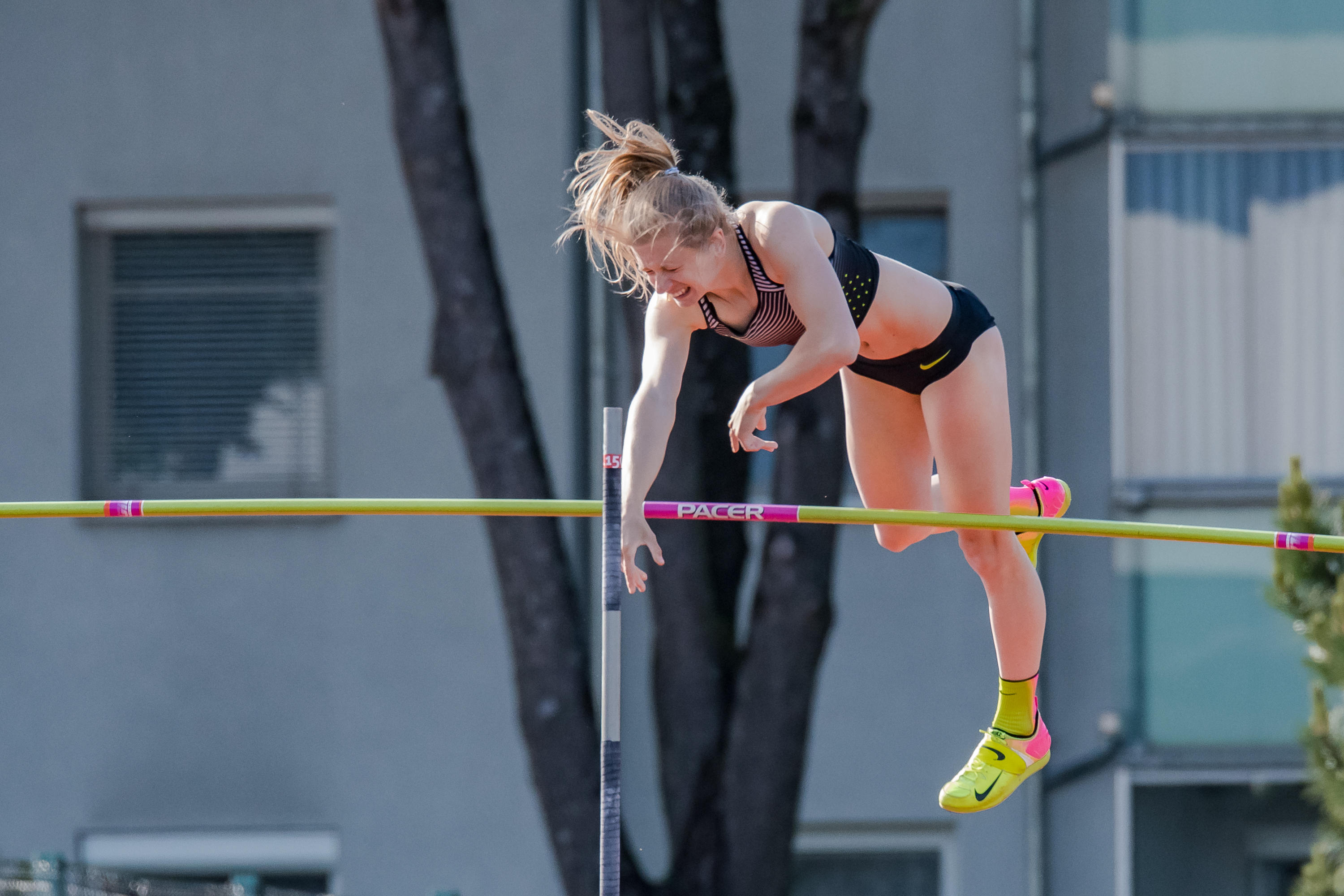
Tina Šutej – 4,15 m
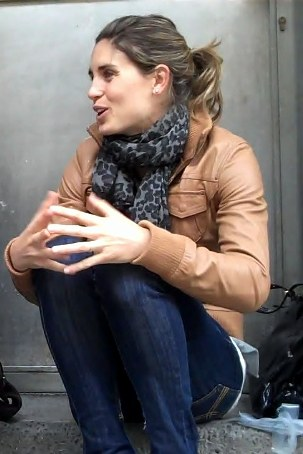
Naroa Agirre – 4,05 m

## Finale

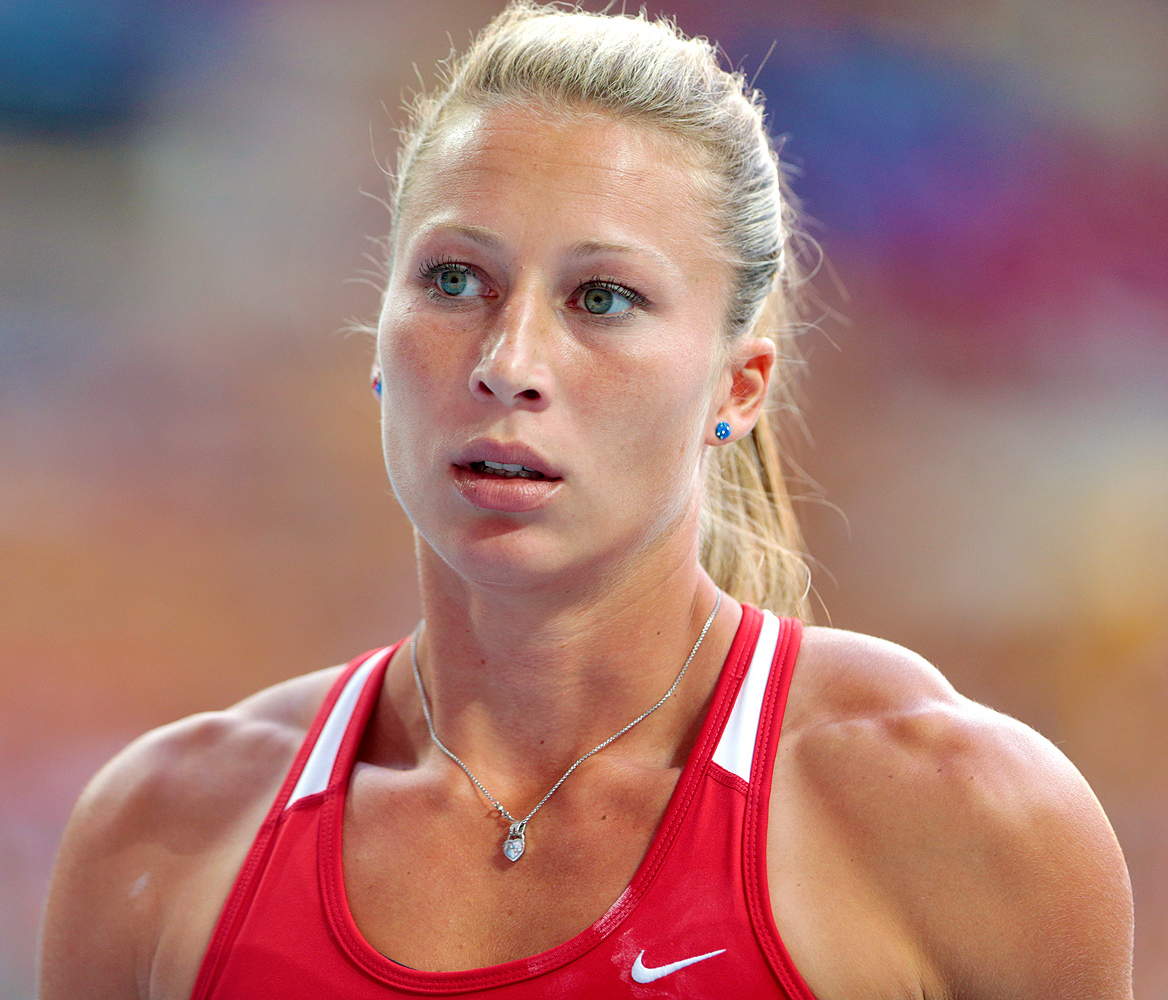
Jiřina Ptáčníková, spätere Jiřina Svobodová, siegte in einer engen Entscheidung

30. Juni 2012, 19:15 Uhr
| Platz | Name                    | Nation       | Resultat (m) | 4,10 m | 4,30 m | 4,40 m | 4,50 m | 4,55 m | 4,60 m | 4,65 m | 4,70 m |
| 1     | Jiřina Ptáčníková       | Tschechien   | 4,60         | –      | o      | –      | o      | –      | o      | xxx    |        |
| 2     | Martina Strutz          | Deutschland  | 4,60         | –      | xo     | o      | o      | –      | xo     | xxx    |        |
| 3     | Nikoleta Kyriakopoulou  | Griechenland | 4,60         | –      | xxo    | o      | xo     | –      | xxo    | –      | xxx    |
| 4     | Anastassija Sawtschenko | Russland     | 4,50         | –      | –      | o      | o      | –      | xxx    |        |        |
| 4     | Silke Spiegelburg       | Deutschland  | 4,50         | –      | o      | –      | o      | –      | xxx    |        |        |
| 6     | Vanessa Boslak          | Frankreich   | 4,50         | –      | o      | –      | xo     | –      | xxx    |        |        |
| 7     | Lisa Ryzih              | Deutschland  | 4,40         | –      | –      | xo     | –      | xxx    |        |        |        |
| 8     | Alexandra Kirjaschowa   | Russland     | 4,40         | –      | o      | xxo    | –      | xxx    |        |        |        |
| 9     | Anastassija Schwedawa   | Belarus      | 4,40         | –      | xxo    | xxo    | xxx    |        |        |        |        |
| 10    | Angelica Bengtsson      | Schweden     | 4,30         | xo     | o      | xxx    |        |        |        |        |        |
| 11    | Jillian Schwartz        | Israel       | 4,10         | xo     | xxx    |        |        |        |        |        |        |
| NM    | Katerina Stefanidi      | Griechenland | ogV          | xxx    |        |        |        |        |        |        |        |

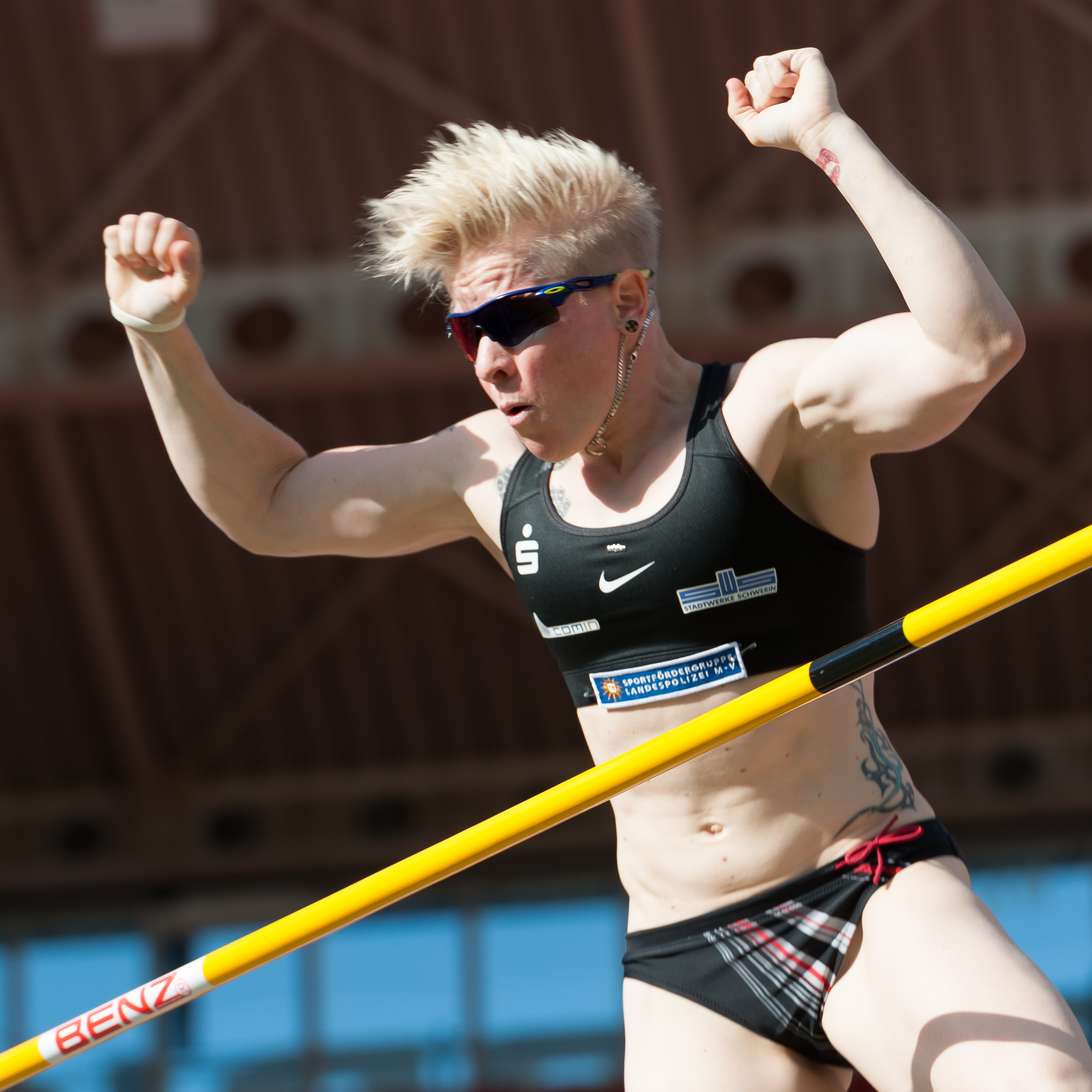
Martina Strutz – 2011 Vizeweltmeisterin und nun Vizeeuropameisterin
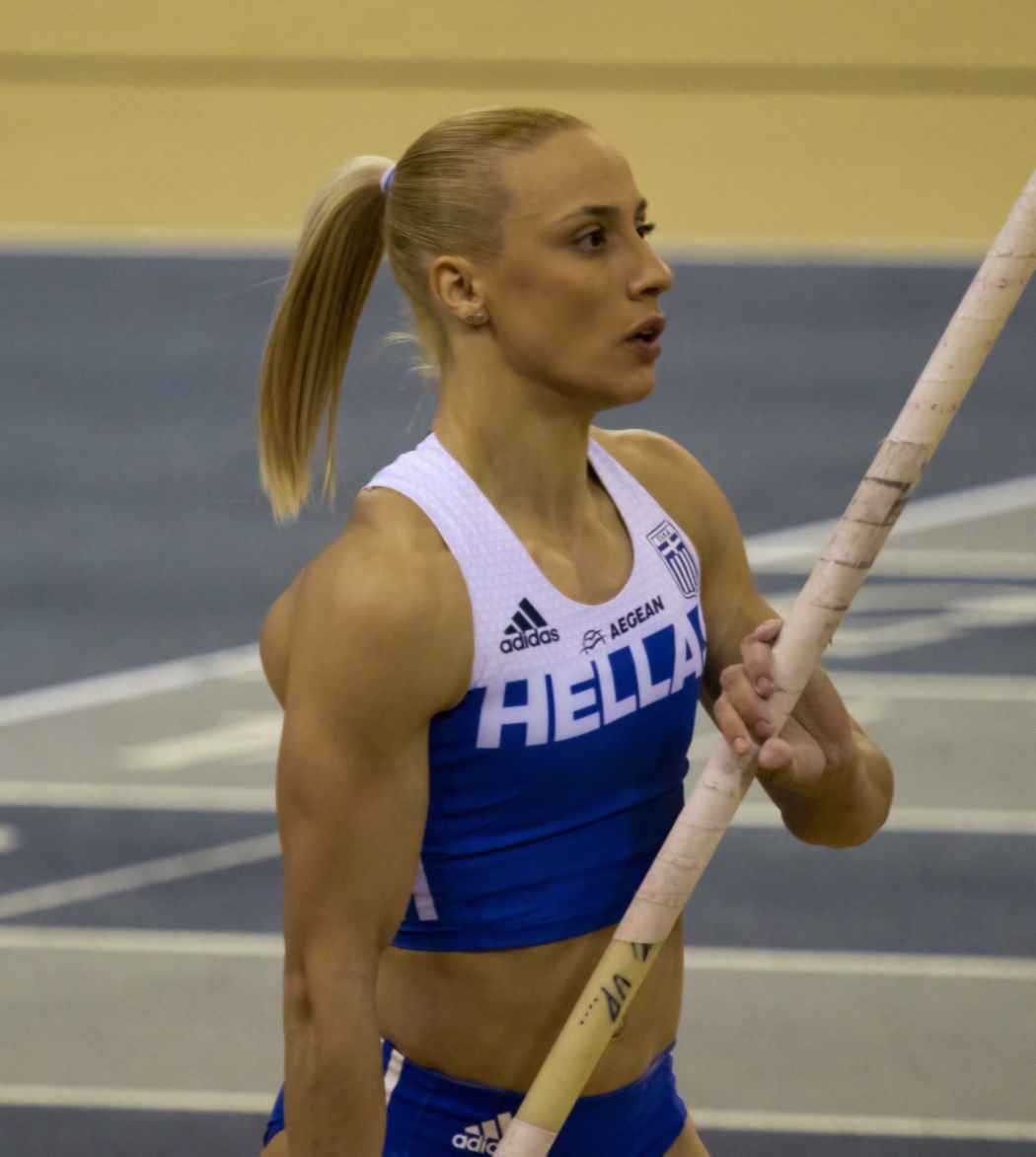
Bronzemedaillengewinnerin Nikoleta Kyriakopoulou
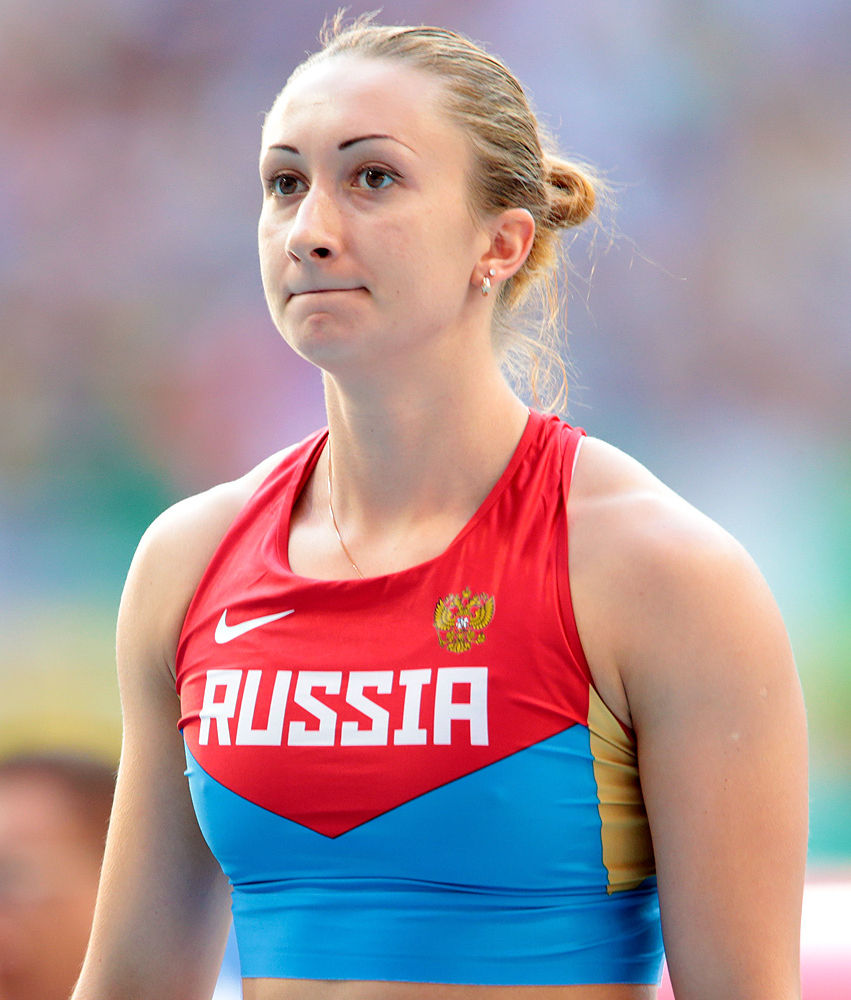
Anastassija Sawtschenko – auf dem geteilten Platz vier

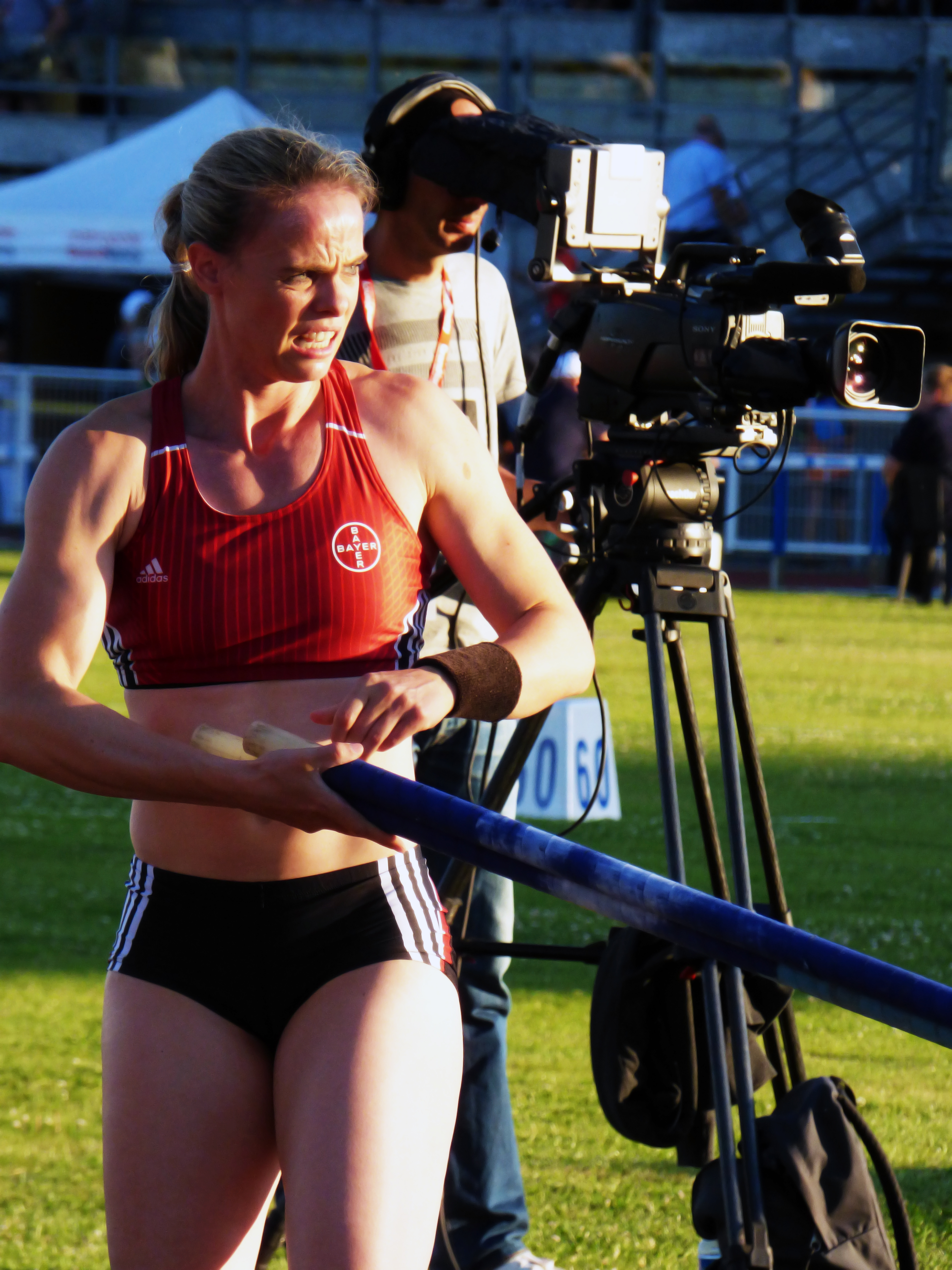
Silke Spiegelburg, Vizeeuropameisterin von 2010, schrammte mit ihrem geteilten vierten Rang wie so oft in ihrer Karriere knapp an einer Medaille vorbei
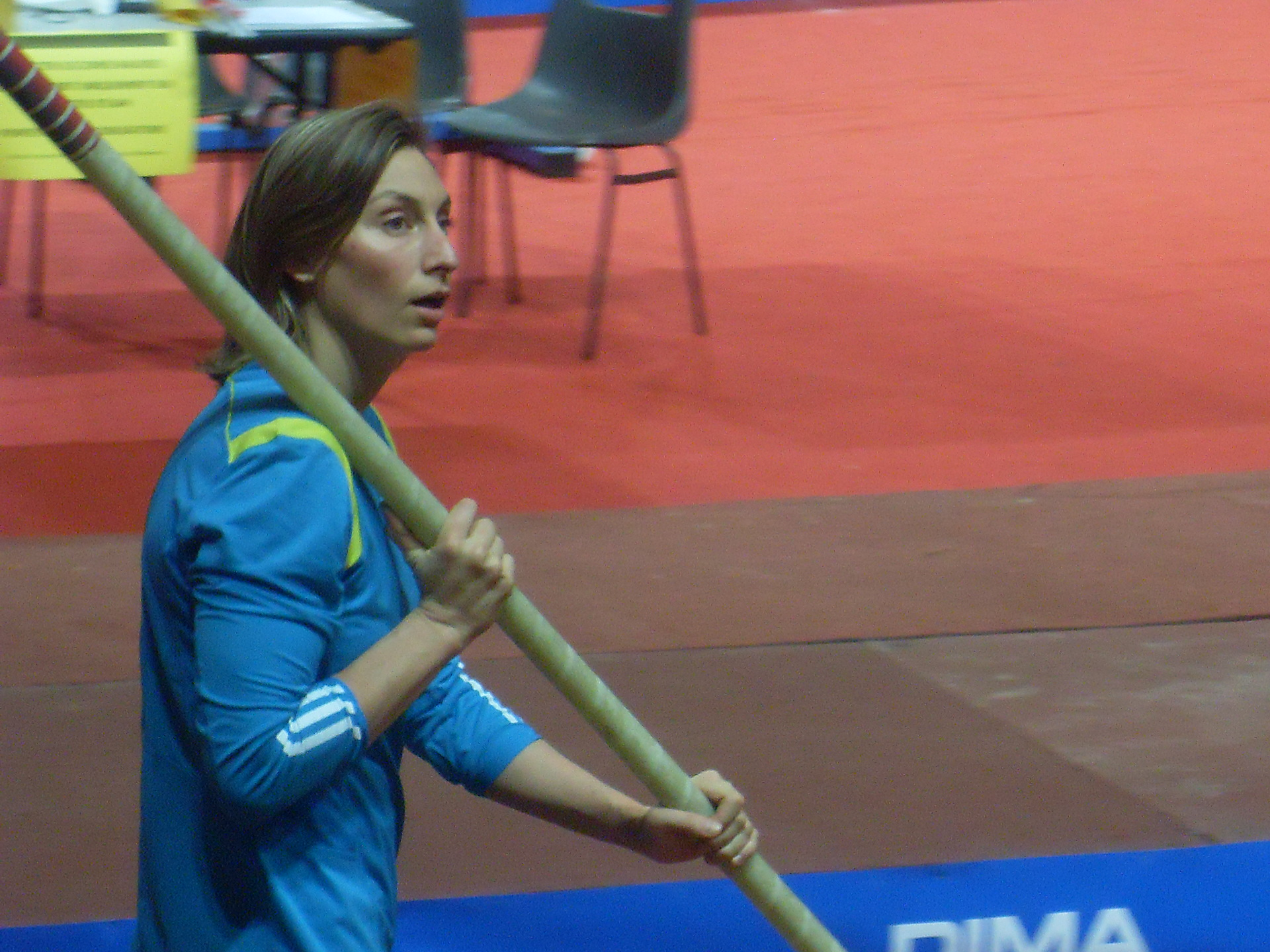
Vanessa Boslak belegte Rang sechs
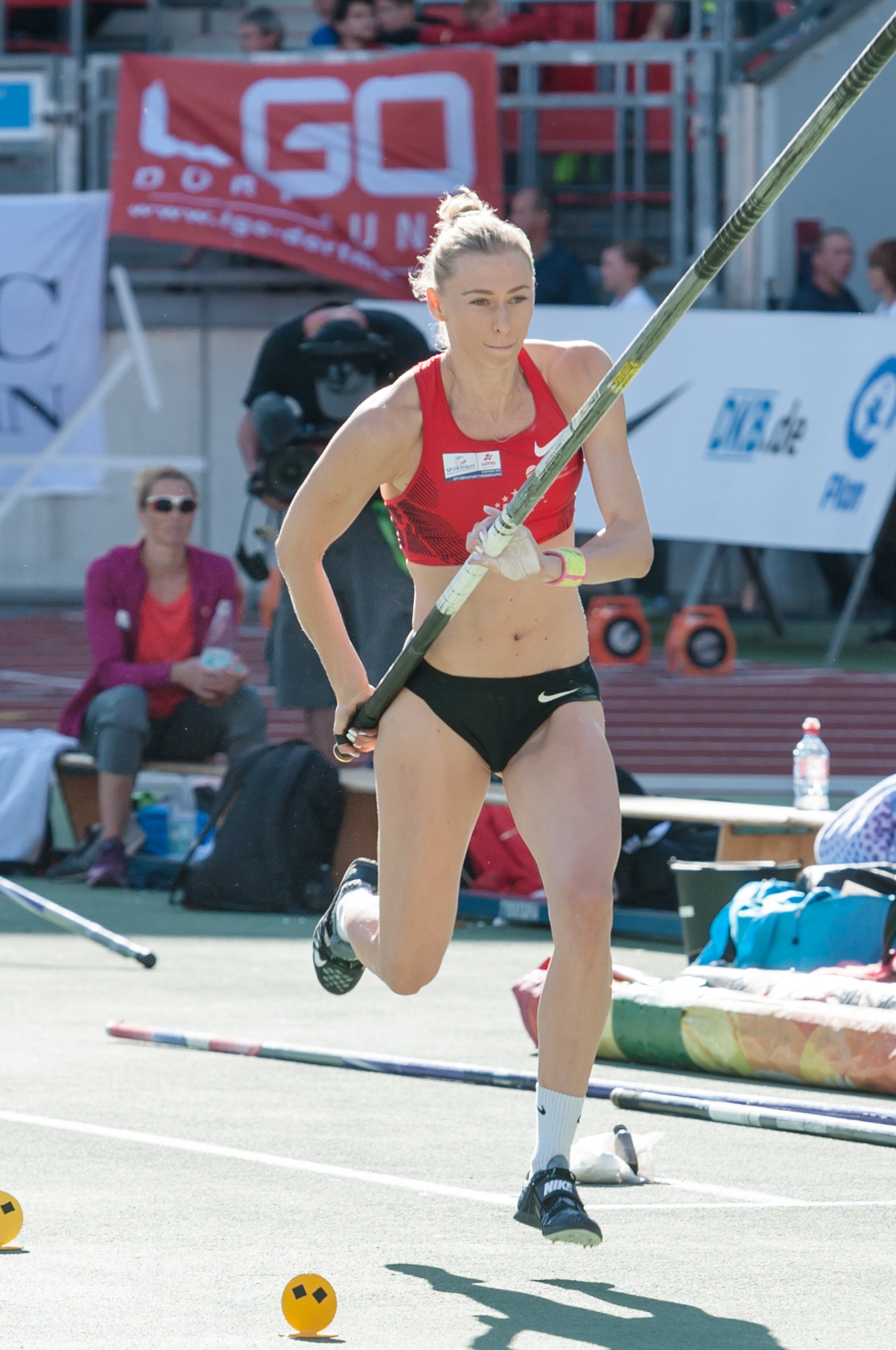
Lisa Ryzih, 2010 EM-Dritte, kam diesmal auf den siebten Platz

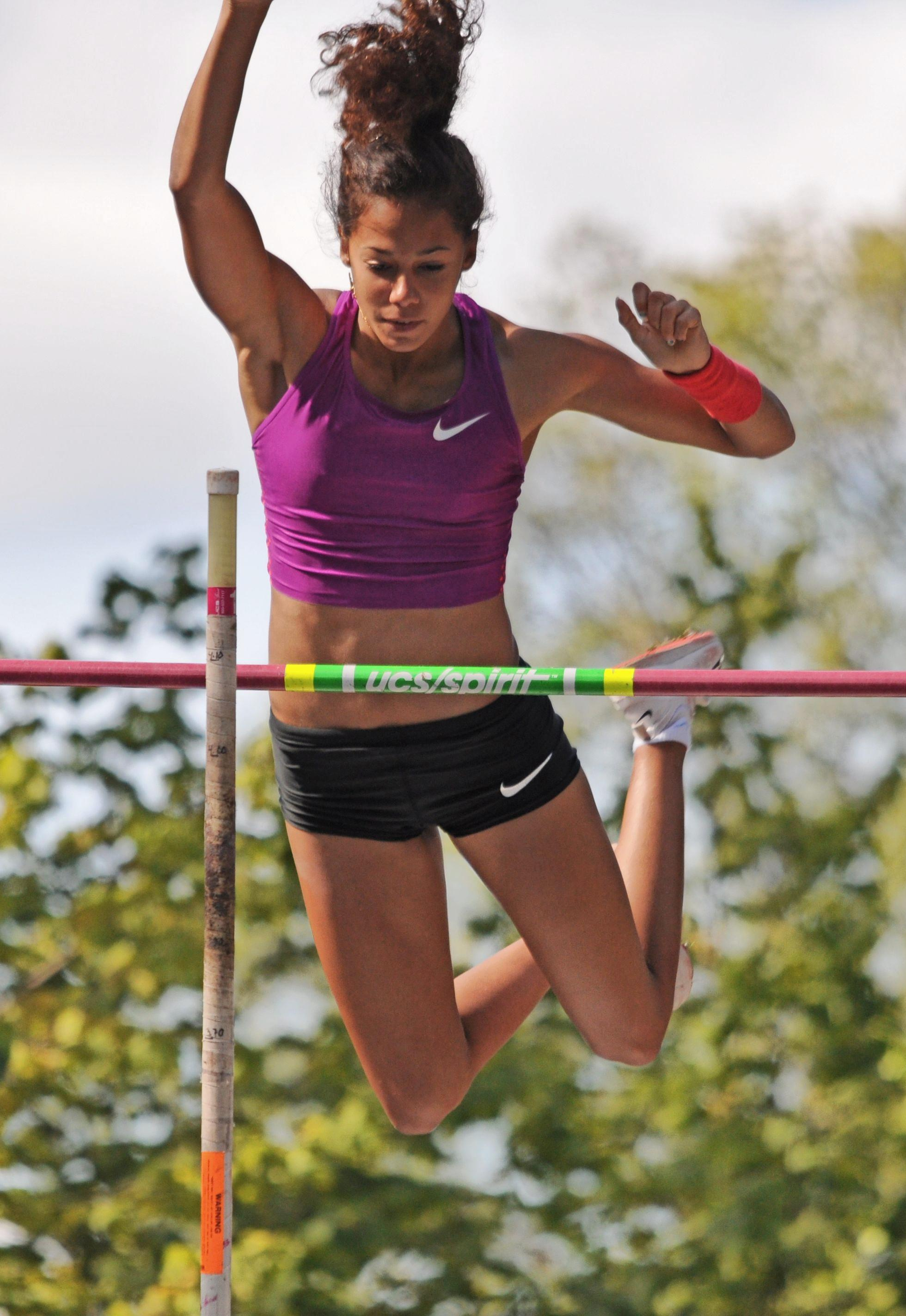
Angelica Bengtsson erreichte Platz elf
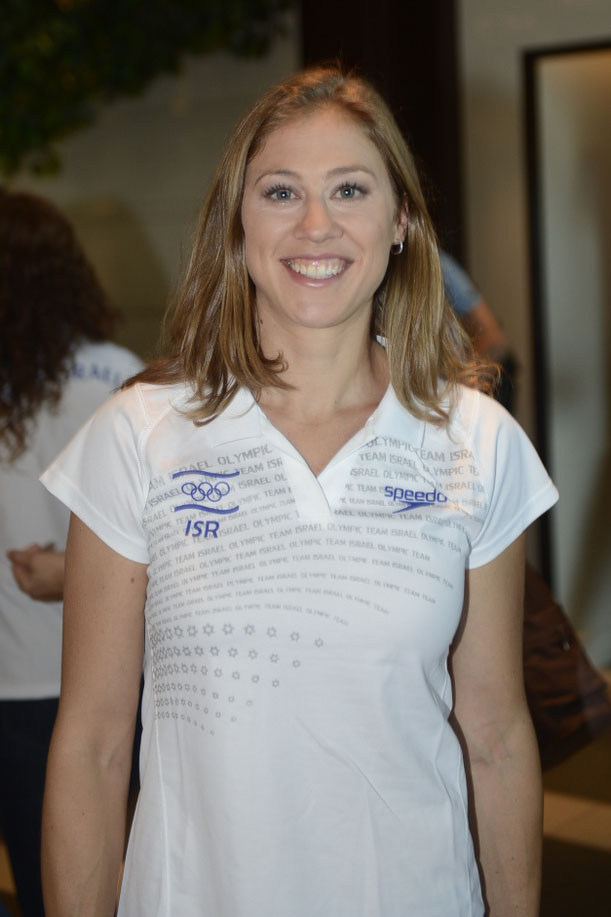
Die elftplatzierte Jillian Schwartz
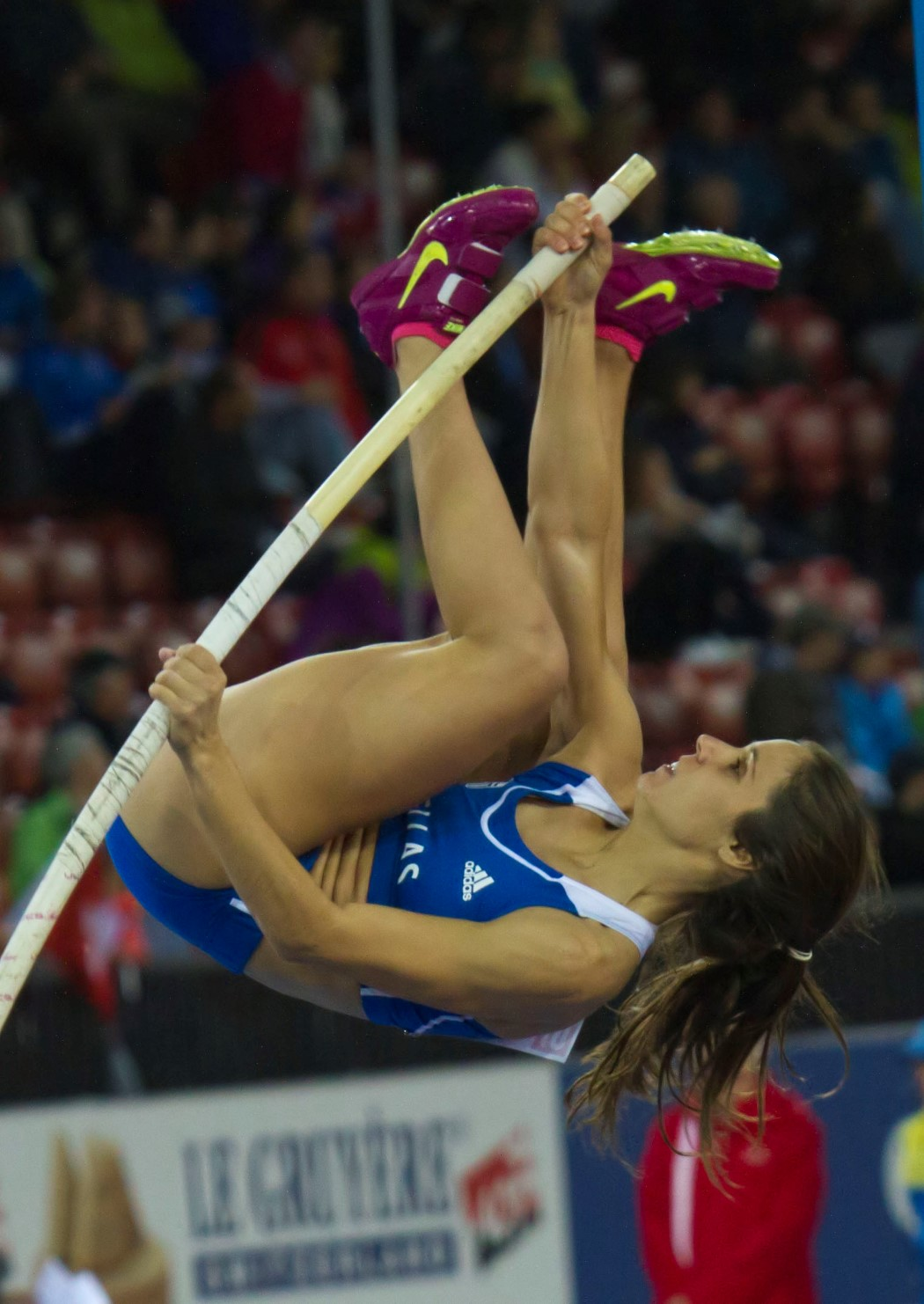
Katerina Stefanidi – später als Olympiasiegerin, Weltmeisterin und zweifache Europameisterin sehr erfolgreich – blieb in diesem Finale ohne gültigen Versuch

## Videolink
- Nikolia Kiriakopoulou Pole vault women European Athletics Helsinki 2012, youtube.com, abgerufen am 5. März 2023